# Coenosia kinangopana
Coenosia kinangopana este o specie de muște din genul Coenosia, familia Muscidae. A fost descrisă pentru prima dată de Fritz Isidore van Emden în anul 1940.
Este endemică în Kenya. Conform Catalogue of Life specia Coenosia kinangopana nu are subspecii cunoscute.